# Standard de Liège
O Royal Standard de Liège, referido comumente como Standard Liège, ou simplesmente Standard na Bélgica, é um clube esportivo belga com sede na cidade de Liège. É um dos mais bem sucedidos clubes do futebol belga, vencendo a Liga Belga por 10 vezes, sendo sua conquista mais recente o bicampeonato pelas temporadas de 2007-08 e 2008-09. Ele está na primeira divisão sem interrupção desde 1921, mais que qualquer outra equipe belga. Além disso venceram 8 vezes a Copa da Bélgica, foram finalistas da Taça dos Clubes Vencedores de Taças de 1981–82, onde perderam por 2x1 para o FC Barcelona
Por estar numa parte da Bélgica que fala majoritariamente francês, seus jogadores ganharam o apelido "les Rouches" por conta das suas camisas vermelhas. A palavra francesa para vermelho, "rouge", quando pronunciada com o acento de Liège, soa como "rouche".
Desde Março de 2022, o clube faz parte do grupo americano de investimentos 777 Partners.

## História
No primeiro dia de aula de Setembro de 1898, os alunos dos "Collège Saint-Servais" em Liège começaram um clube de futebol, a qual batizaram de "Standard de Liège" em referência ao Standard Athletic Club de Paris. No início, se sediou em Cointe e Grivegnée antes de mudar-se permanentemente para Sclessin, um bairro industrial de Liège, em 1909. O clube ingressou na Primeira Divisão belga em 1909 mas retornou à ligas inferiores alguns anos mais tarde. Voltou à elite nacional em 1921, para nunca mais sair.

## Rivalidades
Seu grande rival é o Anderlecht. Também rivaliza com o Club Brugge no clássico denominado de Topper. O clube também faz um clássico regional denominado de "derby de Liège" com o RFC Liège.  Ainda faz o derby da Valônia com o Sporting Charleroi.

## Elenco atual
Última atualização: 12 de março de 2025.

## Títulos
| NACIONAIS | NACIONAIS                     | NACIONAIS | NACIONAIS                                                   |
|           | Competição                    | Títulos   | Temporadas                                                  |
| --------- | ----------------------------- | --------- | ----------------------------------------------------------- |
|           | Campeonato Belga              | 10        | 1958, 1961, 1963, 1969, 1970, 1971, 1982, 1983, 2008 e 2009 |
|           | Copa da Bélgica               | 8         | 1954, 1966, 1967, 1981, 1993, 2011, 2016 e 2018             |
|           | Supercopa da Bélgica          | 4         | 1981, 1983, 2008 e 2009                                     |
|           | Copa da Liga Belga            | 1         | 1975                                                        |
|           | Campeonato Belga — 2ª Divisão | 2         | 1909 e 1921                                                 |

## Uniformes
| 1898 | Ver evolução | Atual |

## Ídolos
Estes jogadores são considerados lendas pelo clube:

Escudo anterior do Royal Standard de Liège

| - Michel Renquin - Jean Thissen - Gilbert Bodart - Jean Nicolay - Joseph Paty - Christian Piot - Michel Preud'homme - Marc Wilmots - Axel Witsel - Marouane Fellaini - Michy Batshuayi - Nico Dewalque - Eric Gerets - Denis Houf - Léon Semmeling - Henri Thellin - Guy Vandersmissen - Wilfried Van Moer - Jean Capelle - Roger Claessen - Michael Goossens - Emile Mpenza | - André Cruz - Louis Pilot - Guy Hellers - Sérgio Conceição - Asgeir Sigurvinsson - Simon Tahamata - Ralf Edström - Horst Hrubesch - Erwin Kostedde - Antal Nagy - Alfred Riedl - Maurício |

- Escudo anterior do Royal Standard de Liège